# Deretrema pooli
Deretrema pooli är en plattmaskart. Deretrema pooli ingår i släktet Deretrema och familjen Steganodermatidae. Inga underarter finns listade i Catalogue of Life.